# Pollard, Alabama
Pollard là một thị trấn thuộc quận Escambia, tiểu bang Alabama, Hoa Kỳ. Dân số năm 2009 là 118 người, mật độ đạt 41 người/km².